# Cerovica (Stanari)
Cerovica (szerbül: Церовица), település Bosznia-Hercegovinában, a Szerb Köztársaság északi régiójában Stanari községben. 

## Fekvése
A település Bosznia-Hercegovina északi részén, Dobojtól légvonalban 17, közúton 25 km-re nyugatra, községközpontjától légvonalban  5, közúton 7 km-re délre, a Mali Krnjin régióban,  200-300 méteres magasságban található. A településen áthalad az R474-es (Tešanj-Prnajvor) út, mely a Cerovice falu lábánál elterülő völgyön keresztül, az M4-es főútal (Doboj—Teslić—Banja Luka) köti össze a települést.

## Éghajlata
A falu területe a mérsékelten kontinentális övbe tartozik, mérsékelten hideg telekkel (januári átlaghőmérséklet: –0,7 °C) és mérsékelten meleg nyarakkal (júliusi átlaghőmérséklet: 30,9 °C). Az átlagos napsütéses órák száma 1570 óra. Az átlagos éves csapadékmennyiség körülbelül 950 mm, mely egyenletesen oszlik el az év során.

## Népessége
| Nemzetiségi csoport | Népesség 1991 | Népesség 2013 |
| ------------------- | ------------- | ------------- |
| Szerb               | 1682          | 1113          |
| Bosnyák             | 1             | 1             |
| Horvát              | 6             | 6             |
| Jugoszláv           | 6             | 0             |
| Egyéb               | 6             | 0             |
| Összesen            | 1701          | 1120          |

## Története
A falu a Cerovica nevet azért kapta, mert a környékén, akárcsak az egész plébánia területén, nagy kiterjedésű erdők voltak, és a legmagasabbra növő fa a cserfa volt. Cerovica első lakói különböző régiókból érkeztek, többségben Hercegovinából. A legrégibb itteni családoknak hercegovinai származású Josići és Anđelići családokat tekintik. A régióba érkezve először az erdőket kellett kiirtaniuk. Ezután temetőt hoztak létre Gojakovacban. Az első imaösszejöveteleket itt tartották, először a szabad ég alatt, majd sátor alatt. Ma a cerovicai plébániája két faluból áll - Cerovice és Vitkovci. Amikor 1892-ben, Szent Péter napján felszentelték a Szent Péter és Pál apostoloknak szentelt templomot, már 48 szerb család élt ott. A lakosság mezőgazdasággal, állattenyésztéssel és méhészettel foglalkozott. 
A település 1878-ig tartozott az Oszmán Birodalomhoz, ekkor a berlini kongresszus határozata alapján az Osztrák-Magyar Monarchia része lett. 1879-ben az első osztrák-magyar népszámlálás során a Tešanji járáshoz és Stanari községhez tartozó településnek 46 háztartása és 404 ortodox lakosa volt. 1910-ben a Tesanji járáshoz tartozó településen 72 háztartást, 619 ortodox és egy római katolikus lakost találtak. A monarchia szétesésével 1918-ban előbb a Szerb-Horvát-Szlovén Királyság, majd 1929-től a Jugoszláv Királyság része lett. Az 1929-es törvény értelmében, amikor Bosznia-Hercegovinát négy banovinára, Drinskára, Vrbaskára, Zetskára és Primorskára osztották, a település a Vrbaska banovina része lett, amelynek székhelye Banja Luka volt.
A második világháborúban Jugoszlávia megszállása után a Független Horvát Állam (NDH) része lett. A második világháború után 1992-ig a település a szocialista Jugoszlávia keretében a Bosznia-Hercegovinai Népköztársaság része volt. A boszniai háborút lezáró daytoni békeszerződés rendelkezése alapján az ország területét felosztották a Bosznia-hercegovinai Föderáció és a boszniai Szerb Köztársaság között. A háború utáni területmegosztáskor a Szerb Köztársaság területéhez csatolták.

## Kultúra
Miroslav Živković plébános, sztavrofor főesperes huszonöt évnyi lelki munkájának köszönhetően, gondoskodott a falu kulturális és történelmi múltja emlékeinek gyűjtéséről. Amikor a bosznia-hercegovinai háború után a gojakovaci egyházi-iskolai önkormányzat tulajdonában lévő, 1897-ben épült régi általános iskola épülete láthatóan megrongálódott, mivel az épület padlása alkalmas volt múzeumi térnek, Miroslav előállt a múzeum létrehozásának ötletével. Ezt követően, a Cerovice régió kulturális örökségének tárgyi nyomainak összegyűjtésével, a helyiek és a szakmai munkatársak segítségével és támogatásával 2014 májusában megvalósult az állandó létesítmény. A cerovicei „Gojakovac” helyi múzeum 2014. május 12-én nyílt meg a Szent Péter Pál templom közelében.

## Oktatás
Desanka Maksimović Általános Iskola

## Nevezetességei
A Doboj–Banja Luka vasútvonal és a Doboj–Jelah–Prnjavor–Banja Luka út között fekvő Gojakovacban található a Szent Péter és Pál apostolok tiszteletére szentelt ortodox templom. A cerovicai templom májusban készült el, Szent Péter napján, 1892 júniusában szentelték fel. A templom a Tešanj és Prnjavor közötti főút jobb oldalán a falu közepén, a „Gojakovac” nevű dombon épült. Gojakovac, Cerovice falu egyik kis települése, nevét a boszniai oszmán uralom idején, egy Gojko hajdúról kapta, aki kitűnt a törökök elleni csatákban; úgy tartják, hogy a hely egykori lakói Gojkovacot Gojko hajdú emlékére nevezték el. Gojakovac arról ismert, hogy templomot és iskolát építettek rajta. A települést a helyi okstatás és a kultúra egyik első központjának tekintik. Az usztasák a második világháború alatt megrongálták. A templomban egy antimin található, amelyet Gavrilo Mikić metropolita szentelt fel 1749-ben. A kolostor szerepel a Szerb Köztársaság védett ingatlan kulturális és történelmi értékeinek listáján.
A helyiek által Kamenje néven ismert lelőhelyen, nem messze a Dakić-háztól, a régész, Nada Miletić egy négy, láda alakú stećak sírkőből álló nekropoliszt jegyzett fel. Ezek a stećak sírkövek a késő középkorból származnak. A település második lelőhelye a néhai Jovo Vasiljević háza felett található, egy ellaposodott tetővel rendelkező dombon, amelyet a helyiek Obli kamennek neveznek. Ezen a helyen egy megrongálódott, oromzatos, négyszögletes sírkő áll. A stećak sírkő a késő középkorból származik. A falubeliek történetei szerint ezen a helyen egykor még három stećak sírkő állt, de ezeket mára elpusztították.

## Fordítás
- Ez a szócikk részben vagy egészben  a(z)   Церовица (Станари) című szerb Wikipédia-szócikk ezen változatának fordításán alapul.  Az eredeti cikk szerkesztőit annak laptörténete sorolja fel. Ez a jelzés csupán a megfogalmazás eredetét és a szerzői jogokat jelzi, nem szolgál a cikkben szereplő információk forrásmegjelöléseként.